# IF Tönning

Logo

IF Tönning (vollständiger Name: Idrætsførening Tønning e.V. von 1946) ist ein Sportverein aus Tönning im Kreis Nordfriesland. Der Verein wurde im Jahre 1946 gegründet. Die erste Fußballmannschaft spielt in der Kreisklasse C. Im Jahre 1976 nahm die Mannschaft am DFB-Pokal teil.

## Geschichte
Der Verein wurde von den Mitgliedern der dänischen Minderheit gegründet. Ein erster Erfolg war die Meisterschaft in der Kreisklasse Husum/Eiderstedt im Jahre 1955 und der Aufstieg in die Bezirksklasse. In den folgenden Jahren wurden die Tönninger zu einer Fahrstuhlmannschaft zwischen der Bezirks- und Kreisklasse. Mitte der 1970er Jahre erreichte der Verein seine größten Erfolge. 
1975 verpasste IF nach einem Entscheidungsspiel gegen den Handewitter SV den Aufstieg in die Bezirksliga. Ein Jahr später gewannen die Tönninger nach einem 3:1-Sieg über Frisia Husum den Bezirkspokal und qualifizierten sich für die 1. Hauptrunde des DFB-Pokals, wo man auf den damaligen Zweitligisten Bayer 04 Leverkusen traf. Da damals ein Amateurverein nicht automatisch Heimrecht gegenüber einem Profiverein hatte, fand das Spiel in Leverkusen statt. 
Um die Reise nach Leverkusen überhaupt finanzieren zu können, musste jeder Spieler einen Beitrag in Höhe von 160 Mark leisten. Das Spiel am 7. August 1976 konnte Bayer 04 Leverkusen vor 1300 Zuschauern mit 4:0 gewinnen. In der Saison 1976/77 wurde IF Meister der Bezirksklasse und stieg in die Bezirksliga auf, musste allerdings nach einer Saison wieder absteigen. Bereits 1984 folgte der Abstieg in die Kreisliga.
In den Spielzeiten 1989/90 sowie von 1992 bis 1996 kehrte IF nochmal in die Bezirksklasse zurück. Zuletzt wurde die Mannschaft im Jahre 2008 Kreismeister, verpasste aber den Aufstieg in die neu geschaffene Verbandsliga. Dieser wurde im Jahre 2013 geschafft. Inzwischen spielt IF Tönning in der Kreisklasse A (Stand: 2023/24).